# Forsteronia apurensis
Forsteronia apurensis är en oleanderväxtart som beskrevs av Markgraf. Forsteronia apurensis ingår i släktet Forsteronia och familjen oleanderväxter. Inga underarter finns listade i Catalogue of Life.